# Vincelles (Jura)
Vincelles foi uma comuna francesa na região administrativa de Borgonha-Franco-Condado, no departamento de Jura. Estendia-se por uma área de 6,29 km². Em 2010 a comuna tinha 954 habitantes (densidade: 151,7 hab./km²).
Em 1 de janeiro de 2017, passou a formar parte da nova comuna de Val-Sonnette.